# Semi-marathon de New York
Le semi-marathon de New York (en anglais : NYC Half Marathon) est un semi-marathon se déroulant chaque année à New York depuis 2006. La dernière édition s'est tenue le 17 mars 2019[réf. nécessaire].
Le tracé de la course, d'une distance de 21,097 km, passe entre autres par Central Park, Times Square et Grand Central Station.

## Historique

### Premières années

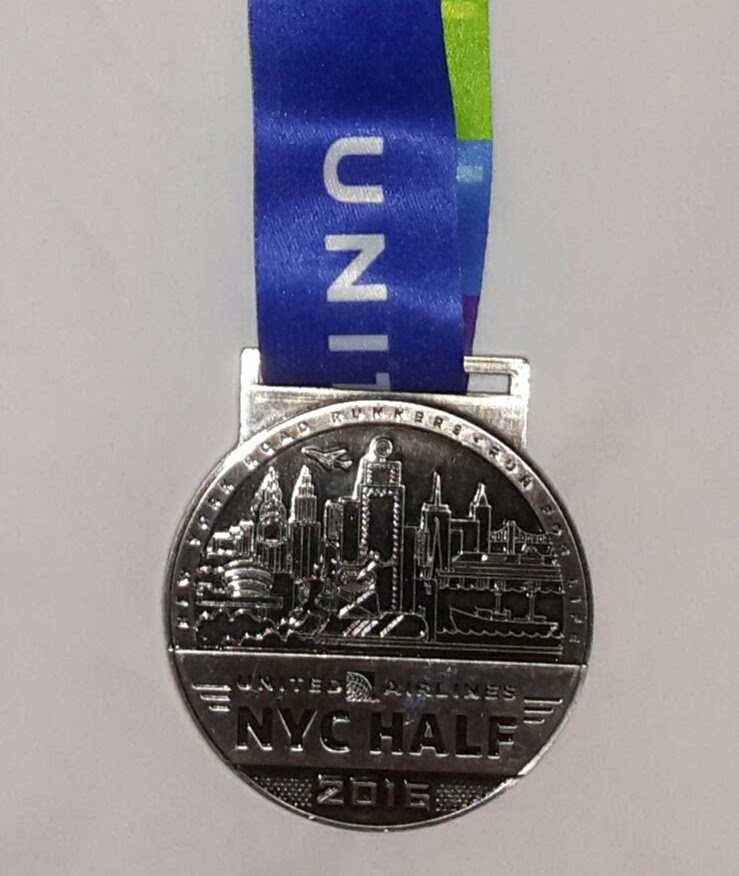
Médaille du semi-marathon de New York

Entre 2006 et 2008, la course partait de Central Park. La première édition a été remportée par le Kényan Tom Nyariki.
L'Éthiopien Haile Gebrselassie détient le record de l'épreuve avec un temps en-dessous de l'heure.
Entre 2009 et 2017, la course partait de la 72e rue Est pour se terminer à Wall Street.

### Édition 2018
En 2018, la course commence à Prospect Park et passe le pont de Manhattan et se termine à la 75e rue. Le vainqueur est l'Américain Ben True, qui est le premier Américain à gagner ce semi-marathon.

### Édition 2019
Lors de l'édition 2019, un Américain a été le premier non-voyant à terminer la course, guidé par trois chiens d'aveugle,.

### Pandémie de Covid-19
La pandémie de Covid-19 entraîne l'annulation des éditions 2020 et 2021 du semi-marathon de New York.

## Palmarès

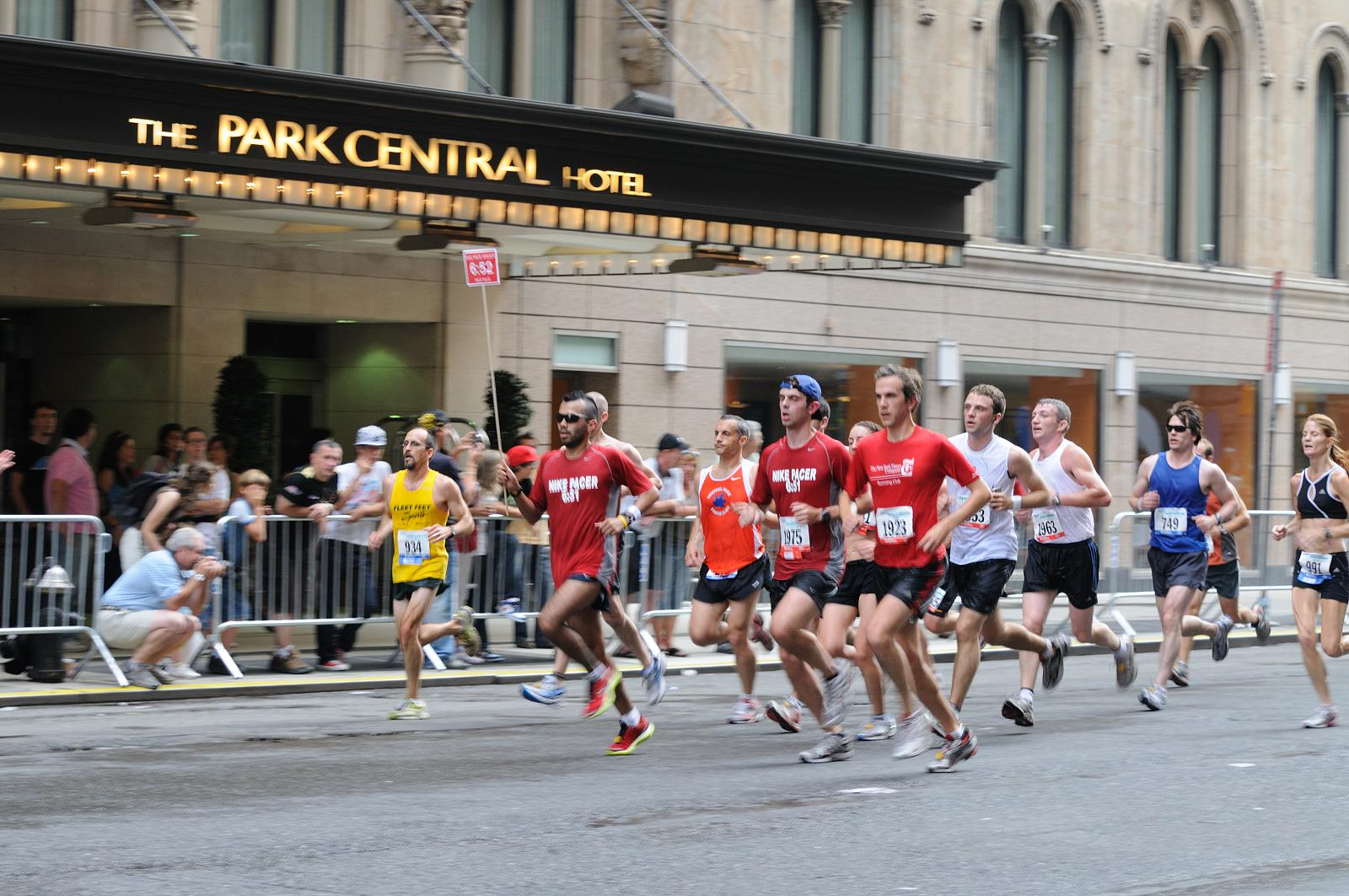
Les coureurs passant devant le Park Central Hotel (2008).

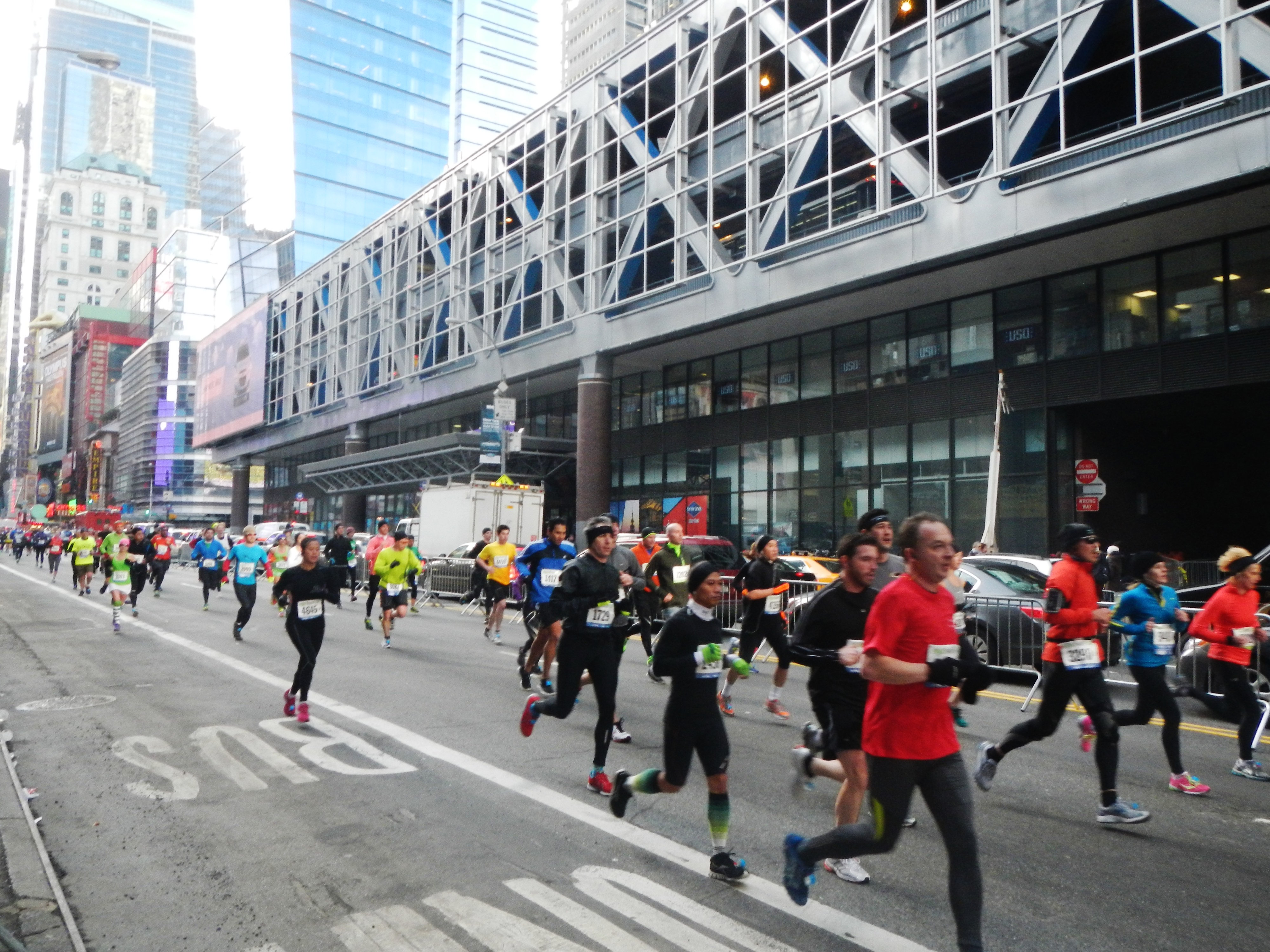
Devant le Port Authority Bus Terminal en 2013.

Légende : 
- Record de la course

| Édition | Année | Date       | Vainqueur hommes         | Temps         | Vainqueur femmes          | Temps          |
| ------- | ----- | ---------- | ------------------------ | ------------- | ------------------------- | -------------- |
| 1er     | 2006  | 27 août    | Tom Nyariki (KEN)        | 1 h 01 min 22 | Catherine Ndereba (KEN)   | 1 h 09 min 43  |
| 2e      | 2007  | 5 août     | Haile Gebrselassie (ETH) | 59 min 24     | Hilda Kibet (KEN)         | 1 h 10 min :32 |
| 3e      | 2008  | 27 juillet | Tadese Tola (ETH)        | 1 h 00 min 58 | Catherine Ndereba (KEN)   | 1 h 10 min 19  |
| 4e      | 2009  | 16 août    | Tadese Tola (ETH)        | 1 h 01 min 06 | Paula Radcliffe (GBR)     | 1 h 09 min 45  |
| 5e      | 2010  | 21 mars    | Peter Kamais (en) (KEN)  | 59 min 52     | Mara Yamauchi (en) (GBR)  | 1 h 09 min 17  |
| 6e      | 2011  | 20 mars    | Mo Farah (GBR)           | 1 h 00 min 23 | Caroline Rotich (KEN)     | 1 h 08 min 52  |
| 7e      | 2012  | 18 mars    | Peter Kirui (KEN)        | 59 min 39     | Firehiwot Dado (ETH)      | 1 h 08 min 35  |
| 8e      | 2013  | 17 mars    | Wilson Kipsang (KEN)     | 1 h 01 min 02 | Caroline Rotich (KEN)     | 1 h 09 min 09  |
| 9e      | 2014  | 16 mars    | Geoffrey Mutai (KEN)     | 1 h 00 min 50 | Sally Kipyego (KEN)       | 1 h 08 min 31  |
| 10e     | 2015  | 15 mars    | Leonard Korir (KEN)      | 1 h 01 min 06 | Molly Huddle (USA)        | 1 h 08 min 31  |
| 11e     | 2016  | 20 mars    | Stephen Sambu (en) (KEN) | 1 h 01 min 16 | Molly Huddle (USA)        | 1 h 07 min 41  |
| 12e     | 2017  | 19 mars    | Feyisa Lilesa (ETH)      | 1 h 00 min 04 | Molly Huddle (USA)        | 1 h 08 min 19  |
| 13e     | 2018  | 18 mars    | Ben True (USA)           | 1 h 02 min 39 | Buze Diriba (ETH)         | 1 h 12 min 23  |
| 14e     | 2019  | 17 mars    | Belay Tilahun (en) (ETH) | 1 h 02 min 10 | Joyciline Jepkosgei (KEN) | 1 h 10 min 07  |
| 15e     | 2022  | 20 mars    | Rhonex Kipruto (KEN)     | 1 h 00 min 30 | Senbere Teferi (ETH)      | 1 h 07 min 35  |
| 16e     | 2023  | 19 mars    | Jacob Kiplimo (UGA)      | 1 h 01 min 31 | Hellen Obiri (KEN)        | 1 h 07 min 21  |